# O Pacificador
The Peacemaker (bra/prt: O Pacificador) é um filme de ação americano lançado em 1997, dirigido por Mimi Leder e estrelado por George Clooney e Nicole Kidman.

## Sinopse
Dois trens se chocam na Rússia, um deles carregando poderosas ogivas nucleares. A agente especial Julia Kelly desconfia que o acidente fora proposital, e parte para investigar o caso ao lado de Thomas Devoe, oficial da inteligência do exército.

## Elenco
- George Clooney .... tenente-coronel Thomas Devoe
- Nicole Kidman .... dra. Julia Kelly
- Marcel Iureş .... Dušan Gavrić
- Aleksandr Baluyev .... general Aleksandr Kodoroff
- Rene Medvešek .... Vlado Mirić
- Gary Werntz .... Terry Hamilton
- Randall Batinkoff .... Ken
- Holt McCallany .... Mark Appleton
- Armin Mueller-Stahl .... Dimitri Vertikoff

## Recepção
O público pesquisado pelo CinemaScore deu ao filme uma nota média de "B+" em uma escala de A+ a F.
No agregador de críticas Rotten Tomatoes, na pontuação onde a equipe do site categoriza as opiniões da  grande mídia e da mídia independente apenas como positivas ou negativas, o filme tem um índice de aprovação de 44% calculado com base em 36 comentários dos críticos. Por comparação, com as mesmas opiniões sendo calculadas usando uma média aritmética ponderada, a nota alcançada é 6/10.
Em outro agregador, o Metacritic, que calcula as notas das opiniões usando somente uma média aritmética ponderada de determinados veículos de comunicação em maior parte da grande mídia, tem uma pontuação de 43/100, alcançada com base em 20 avaliações da imprensa anexadas no site, com a indicação de "revisões mistas ou neutras".
Roger Ebert elogiou os "créditos técnicos" e Clooney e Kidman por cumprirem habilmente seus papéis, mas sentiu que o resto do filme estava cheio de clichês.